# Oxyligyrus rostratus
Oxyligyrus rostratus är en skalbaggsart som beskrevs av Hermann Burmeister 1847. Oxyligyrus rostratus ingår i släktet Oxyligyrus och familjen Dynastidae. Inga underarter finns listade i Catalogue of Life.